# Bo-Göran Edling
Bo Göran Torulf Edling, född 27 oktober 1924 i Västerås, är en svensk kompositör, sångtextförfattare och musiker (saxofon). Han var mellan 1977 och 1990 ordförande i SKAP och blev 1990 hedersmedlem i föreningen.
Efter avslutade studier år 1943 blev han medlem i jazzdansbandet No Brothers som saxofonist och arrangör. Från början av 1950-talet spelade han i flera välkända orkestrar i Stockholm. Bland annat ersatte han under en period Lars Gullin i Arne Domnérus orkester, och spelade med orkesterledarna Seymour Österwall och Leif Kronlund.
År 1959 knöts han till det nybildade musikförlaget Multitone AB som förlagschef och fick 1967 motsvarande befattning i Thore Ehrlings musikförlag, Ehrlingförlagen.
Som textförfattare har Bo-Göran Edling skrivit till exempel Den siste mohikanen till Little Gerhard och Regniga natt till Anna-Lena Löfgren, samt till Siw Malmkvist och Lill-Babs. Han skrev Låt hjärtat va' me' med Sonya Hedenbratt, Svenska flicka med Ann-Louise Hanson och den svenska texten till Om jag hade pengar med Jan Malmsjö.
Han var en flitig bidragsgivare med texter till den svenska Melodifestivalen, ofta i samarbete med Staffan Ehrling. År 1971 hade de till exempel fyra gemensamma bidrag i tävlingen. År 1966 skrev han melodin Härliga söndag tillsammans med textförfattaren Peter Himmelstrand. Den kom tvåa i den svenska uttagningen till Eurovision Song Contest.
När han år 1977 valdes till ordförande i SKAP fick han en styrelsepost i upphovsrättsorganisationen Stim, blev representant i NCB:s styrelse samt talesman för SKAP och Stim i många nordiska och internationella sammanhang. Han var tillförordnad VD för STIM 1985–1986.

## Filmografi roller
- 1953 - Resan till dej - musiker [1]

## Melodifestivalbidrag
- 1966 - Härliga söndag - Carli Tornehave
- 1968 - Du är en vårvind i april - Svante Thuresson
- 1969 - Gång på gång - Sten Nilsson
- 1969 - Svenska flicka - Ann-Louise Hanson

## Övriga låtar, i urval
- Söder är min musik[1]
- Långt, långt bort[5]
- De tusen öars land[5]
- Låt hjärtat va mé
- Regniga natt